# Сосна румелийская

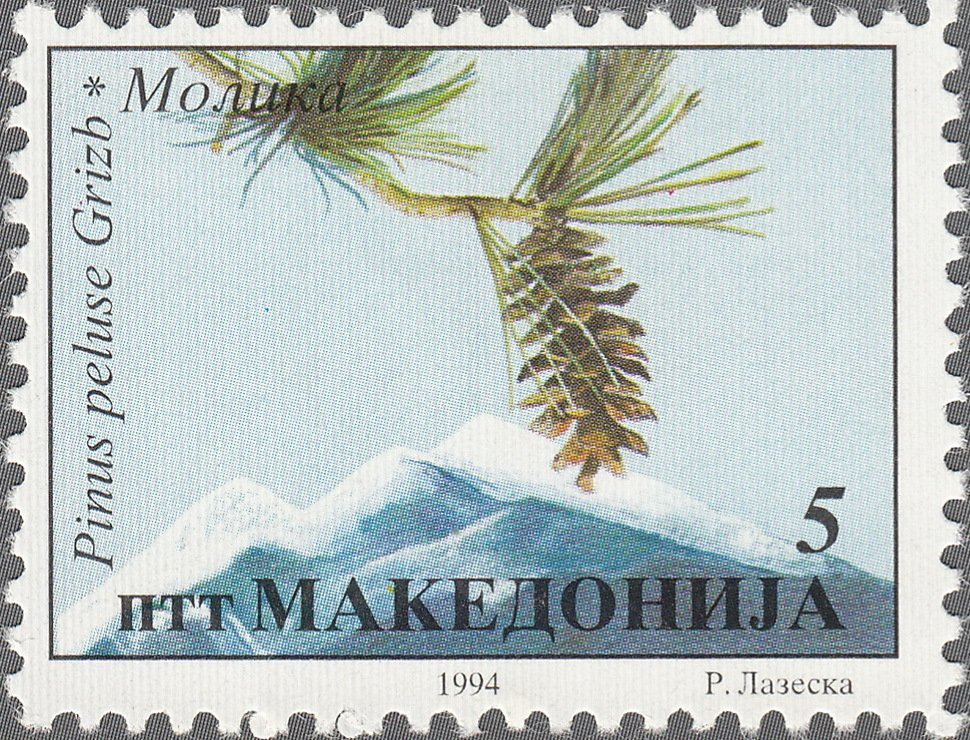
Сосна румелийская на почтовой марке Македонии, 1994

Сосна́ румели́йская, или сосна балка́нская, или сосна македо́нская (лат. Pinus peuce), — вечнозелёное однодомное узкопирамидальное дерево средней высоты, вид рода Сосна (секция Strobus) семейства Сосновые (Pinaceae).
Видовой название «румелийская» указывает на Румелию.

## Ботаническое описание
Сосна румелийская — узкопирамидальное дерево средней высоты, обычно 10—20 м, с тонкой кеглевидной кроной, начинающейся почти с самой земли. В горных районах часто принимает кустовидную форму.
Кора гладкая, серо-бурая, коричневая или красно-коричневая. Ветви толстые, короткие, голые; молодые побеги голые, толстые (3—4 мм), зелёные, со временем приобретающие сероватую или серовато-коричневую окраску.
Почки яйцевидные с острым концом, смолистые, коричневые, длиной до 10 мм.
Иголки трёхгранные прямые, длиной 7—10 см, шириной 0,75—1 мм; жёсткие, зелёные или серо-зелёные, заострённые на концах, со светлыми устьичными полосками с обеих сторон. Собраны в пучки по пять штук. Боковые края игл редкозубчатые (10—11 зубцов на 1 см).
Шишки одиночные или двойные, цилиндрические, с жёсткими чешуями, 8—10 см длиной и до 4 см толщиной, созревают на третий год. Семена длиной 5—7 мм, длина крыла до 15 мм.

## Распространение
Ареал вида — горные районы южной и юго-восточной Европы: Албания, Болгария, Греция, Северная Македония, Сербия, Черногория, Югославия.

## Использование
Как декоративное парковое дерево этот вид сосны культивируется во многих странах мира. Зоны морозостойкости: от 5a до более тёплых. В отдельные годы в условиях Московской области растения могут подмерзать.
|                                                        |  |  |  |
| Слева направо: кора, хвоя, зелёные шишки, зрелые шишки |  |  |  |